# Rozvodna Mírovka
Rozvodna Mírovka (zkratkou HBM) se nachází na území města Havlíčkův Brod asi 3 km jihovýchodně od centra města, v okrese Havlíčkův Brod na Vysočině . Je jednou ze dvou uzlových rozvoden napájejících Vysočinu. Provozuje se v napěťových hladinách 400 a 110 kV.

## Význam
Rozvodna Mírovka patří k nejvýznamnějším rozvodnám na Vysočině. Část 400 kV provozuje ČEPS, a.s, část 110 kV provozuje ČEZ.

## Historie
Rozvodna byla založena v roce 1982 pro zlepšení dodávek elektřiny v jižním cípu tehdejšího Východočeského kraje. Do rozvodny byla připojena smyčka z linky Hradec-Čebín. V letech 2012–2015 rozvodna prošla rekonstrukcí, při které byla rozšířena. V roce 2019 byla postavena smyčka z linky Řeporyje–Prosenice v souvislosti s plánovaným rozšířením Temelína.

## Popis

### Napěťové hodnoty
Rozvodna je provozována v napěťových hodnotách 400 kV a 110 kV. Hladinou 400 kV jsou spojeny rozvodny Hradec, Čebín, Řeporyje a Prosenice.

### Transformátory
Transformace 400/110 kV je zajištěna dvěma (původně třemi) třífázovými transformátory. V roce 2021 byla rozvodna doplněna o variabilní kompenzační tlumivku.

### Vedení
Do rozvodny jsou zaústěna následující vedení:

#### Vedení 400 kV – ZVN – zvláště vysoké napětí
- Dvojité vedení V420/V422 Hradec - Mírovka/Mírovka - Čebín
- Dvojité vedení V413/V416 Řeporyje – Mírovka/Mírovka- Prosenice